# Вотервілл (Вісконсин)
Вотервілл (англ. Waterville) — місто (англ. town) в США, в окрузі Пепін штату Вісконсин. Населення — 829 осіб (2020).

## Демографія
Згідно з переписом 2010 року, у місті мешкала 831 особа в 345 домогосподарствах у складі 231 родини. Було 379 помешкань
Расовий склад населення:
| - 99,0 % — білих - 0,2 % — азіатів - 0,1 % — чорних або афроамериканців |

До двох чи більше рас належало 0,5 %. Частка іспаномовних становила 0,5 % від усіх жителів.
За віковим діапазоном населення розподілялося таким чином: 21,4 % — особи молодші 18 років, 61,8 % — особи у віці 18—64 років, 16,8 % — особи у віці 65 років та старші. Медіана віку мешканця становила 42,8 року. На 100 осіб жіночої статі у місті припадало 117,5 чоловіків;  на 100 жінок у віці від 18 років та старших — 113,4 чоловіків також старших 18 років.
Середній дохід на одне домашнє господарство  становив 67 507 доларів США (медіана — 51 375), а середній дохід на одну сім'ю — 78 706 доларів (медіана — 72 500). Медіана доходів становила 45 956 доларів для чоловіків та 31 445 доларів для жінок. За межею бідності перебувало 7,0 % осіб, у тому числі 3,8 % дітей у віці до 18 років та 14,0 % осіб у віці 65 років та старших.
Цивільне працевлаштоване населення становило 485 осіб. Основні галузі зайнятості: освіта, охорона здоров'я та соціальна допомога — 20,2 %, виробництво — 18,1 %, будівництво — 14,6 %, сільське господарство, лісництво, риболовля — 11,1 %.